# Teoria odnowy
Teoria odnowy – dział rachunku prawdopodobieństwa, który uogólnia procesy Poissona na takie, w których odstępy między zdarzeniami (tutaj zwanymi odnowami) mają dowolny rozkład.

## Proces odnowy

### Strumień odnowy
Zdefiniujemy teraz pojęcie strumienia odnowy. Jest to zmienna losowa interpretowana jako chwila {\displaystyle n}-tej odnowy. Niech {\displaystyle (X_{n})_{n\geqslant 0}} będzie ciągiem niezależnych, nieujemnych zmiennych losowych, takim że zmienne {\displaystyle (X_{n})_{n\geqslant 1}} spełniają warunki:
- {\displaystyle X_{n}\sim F,}
- {\displaystyle \lim _{x\to 0^{-}}F(x)=0,}
- {\displaystyle F(0)<1.}

Gdzie {\displaystyle F} oznacza dystrybuantę zmiennej losowej {\displaystyle X_{1}.} Zmienne {\displaystyle (X_{n})_{n\geqslant 0}} interpretuje się, jako czasy pomiędzy odnowami.
Strumieniem odnowy nazywamy ciąg zmiennych losowych zdefiniowany następująco:
{\displaystyle S_{n}=\sum _{i=0}^{n}X_{i}.} Zatem {\displaystyle S_{n}} oznacza czas {\displaystyle n}-tej odnowy.

#### Strumienie proste i ogólne
Ze względu na rozkład zmiennej {\displaystyle X_{0}} stosuje się następujący podział:
- Strumień odnowy nazywamy strumieniem prostym, jeśli {\displaystyle P(X_{0}>0)=0.}
- Strumień odnowy nazywamy strumieniem ogólnym, jeśli {\displaystyle P(X_{0}>0)>0.}

### Definicja
Proces odnowy definiuje się analogicznie jak liczbę zgłoszeń w procesie Poissona. Procesem odnowy nazywamy następującą zmienną losową:
{\displaystyle N_{t}={\begin{cases}0,&X_{0}>t\\\sup\{n:S_{n}\leqslant t\},&X_{0}\leqslant t\end{cases}}} dla strumienia ogólnego,
{\displaystyle N_{t}=\sup\{n:S_{n}\leqslant t\}} dla strumienia prostego.
Równoważnie dla obu strumieni, można zapisać:
{\displaystyle N_{t}=\sum _{n=0}^{\infty }\mathbf {1} _{[0,t]}(S_{n}).}
Różnica w definicji procesu odnowy dla strumienia ogólnego i prostego, wynika z definicji tych strumieni. Strumień prosty w czasie {\displaystyle t=0} z prawdopodobieństwem 1 ma wartość 0, zatem nigdy nie bierzemy kresu górnego zbioru pustego. W przypadku strumienia ogólnego wykluczamy tę możliwość przez podanie dodatkowego warunku.

### Funkcja odnowy
Funkcją odnowy (zwaną też funkcją średnią procesu odnowy, analogicznie do funkcji średniej niejednorodnego procesu Poissona) nazywamy funkcję {\displaystyle m(t)=E(N_{t}).}

#### Związki funkcji odnowy z rozkładem zmiennychXn{\displaystyle X_{n}}
- Funkcja odnowy jednoznacznie określa rozkład zmiennych {\displaystyle X_{n}.}

- Zachodzi równanie odnowy {\displaystyle m(t)=F(t)+\int _{0}^{t}m(t-x)dF(x).}

### Twierdzenia graniczne
Poniżej są podane pewne twierdzenia o zachowaniu się procesu odnowy przy {\displaystyle t\to \infty .} Niech {\displaystyle \mu =E(X_{1}).}
- Z prawdopodobieństwem 1 zachodzi zbieżność: {\displaystyle {\frac {N_{t}}{t}}{\xrightarrow {t\to \infty }}{\frac {1}{\mu }}.}

- Elementarne twierdzenie odnowy: {\displaystyle {\frac {E(N_{t})}{t}}{\xrightarrow {t\to \infty }}{\frac {1}{\mu }}.}

## Złożony proces odnowy
Pojęcie złożonego procesu odnowy jest uogólnieniem pojęcia procesu odnowy. Złożony proces odnowy określany jest także mianem procesu odnowy wypłat. Nazwa ta odzwierciedla wygodną interpretację tego procesu. Mianowicie dla każdej chwili odnowy {\displaystyle S_{n}} przyporządkowujemy zmienną losową {\displaystyle R_{n}} zwaną wypłatą. O zmiennych {\displaystyle (R_{n})_{n\geqslant 1}} zakładamy, że są niezależne o jednakowym rozkładzie. Zmienne {\displaystyle (R_{n})_{n\geqslant 1}} mogą natomiast być zależne od {\displaystyle (S_{n})_{n\geqslant 1}}

### Definicja
Złożonym procesem odnowy nazywamy zmienną losową określoną następująco:
{\displaystyle R(t)=\sum _{n=1}^{N_{t}}R_{n}.}
{\displaystyle R(t)} przy podanej wyżej interpretacji oznacza łączną wypłatę do chwili {\displaystyle t.} Gdy {\displaystyle R_{n}=1} to {\displaystyle R(t)=N(t),} dlatego proces odnowy jest szczególnym przypadkiem złożonego procesu odnowy.

### Średnia wypłata w długim okresie
Podamy teraz twierdzenie, które mówi jak zachowuje się wyrażenie {\displaystyle R(t)/t} dla {\displaystyle t\to \infty ,} oznaczające przy ustalonym {\displaystyle t} średnią wygraną do czasu {\displaystyle t.}
Niech {\displaystyle \rho =E(R_{1}),\mu =E(X_{1}).} Wtedy jeśli {\displaystyle \mu ,\rho \leqslant \infty } to z prawdopodobieństwem 1 istnieje granica:
{\displaystyle \lim _{t\to \infty }{\frac {R(t)}{t}}={\frac {\rho }{\mu }}.}
Zatem średnia wygrana w długim okresie jest równa średniej wygranej w jednej odnowie podzielonej przez średnią długość czasu jednej odnowy.